# Mlangarini
Mlangarini ist ein Verwaltungsbezirk (Ward) des Distrikts Arusha DC in der tansanischen Region Arusha.

## Geografie
Mlangarini liegt im Norden von Tansania etwa 10 Kilometer südöstlich der Regionshauptstadt Arusha. Der Bezirk grenzt im Osten an Kikwe, im Süden an Nduruma und Bwawani, im Südwesten an Terrat und Engutoto, im Westen an Moshono, im Nordwesten an Moivaro und im Norden an Ambureni und Akheri.
Mlangarini hat eine Fläche von 74 Quadratkilometern. Bei der Volkszählung 2022 lebten hier 19.291 Menschen in 5152 Haushalten.

## Gliederung
Der Bezirk besteht aus drei Gemeinden (Mtaa) mit 16 Orten (Kitongoji):
| Mlangarini - Mlangarini Kati - Majengo - Bondeni | Kiserian - Losilway - Loongiva - Keserian - Mbuni - Lesoit - Muungano - Mlimani - Olmararoi - Oloderit | Manyire - Upendo - Majengo - Makao Mapya - Olmesera |

## Wirtschaft und Infrastruktur
- Gesundheit: Im Bezirk gibt es drei öffentliche Apotheken, je eine in den Gemeinden Mlangarini,[8] Kiserian[9] und Manyire.[10]
- Bildung: Die Mlangarini Secondary School ist eine weiterführende Schule, die Jugendliche bis zur 4. Stufe ausbildet.[11]